# Rüeggisberg
Rüeggisberg (toponimo tedesco) è un comune svizzero di 1 789 abitanti del Canton Berna, nella regione di Berna-Altipiano svizzero (circondario di Berna-Altipiano svizzero).

## Geografia fisica
Il comune comprende anche alcuni alpeggi sui monti Gantrisch e Nünenenfluh non contigui al resto del territorio.

## Monumenti e luoghi d'interesse

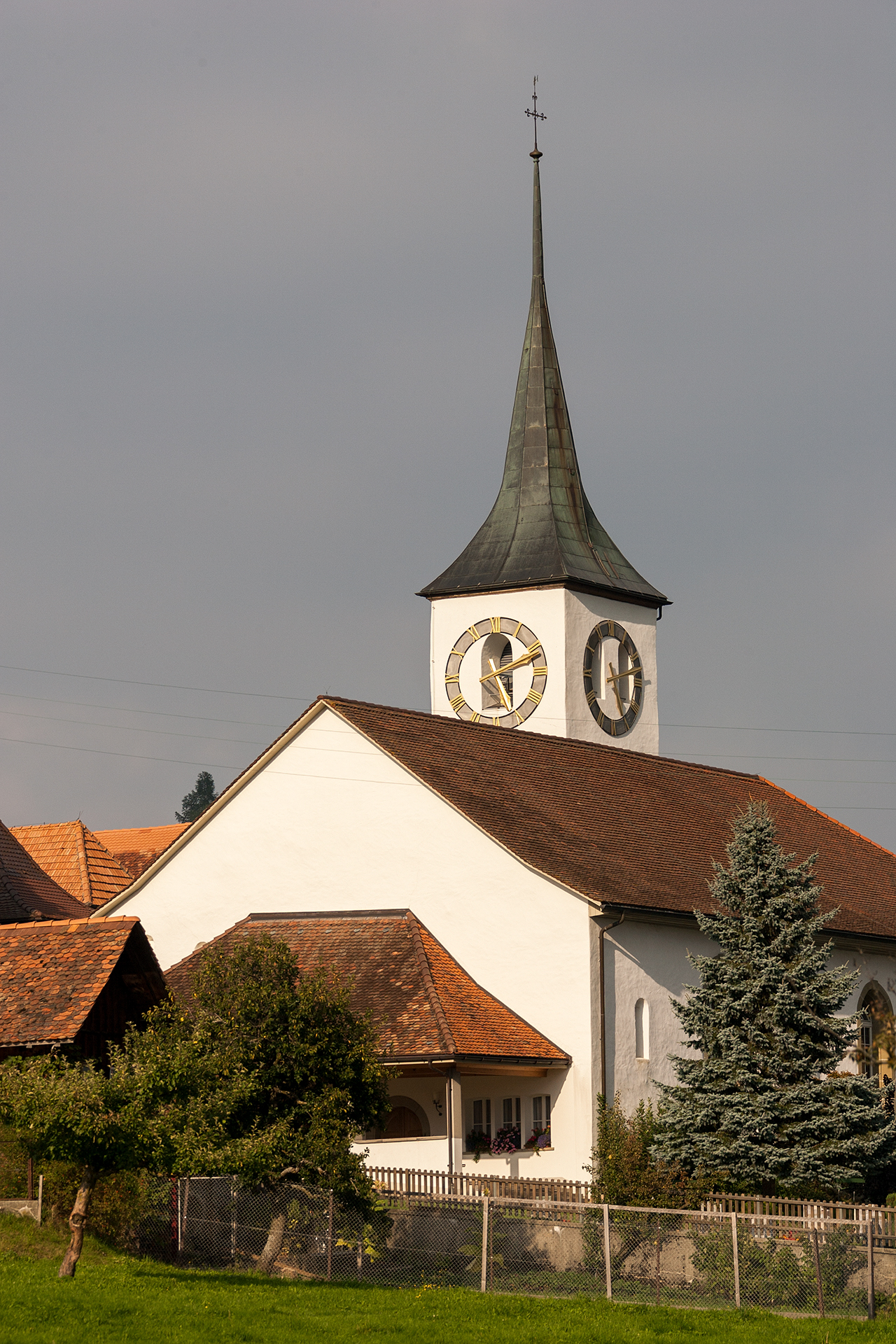
La chiesa riformata

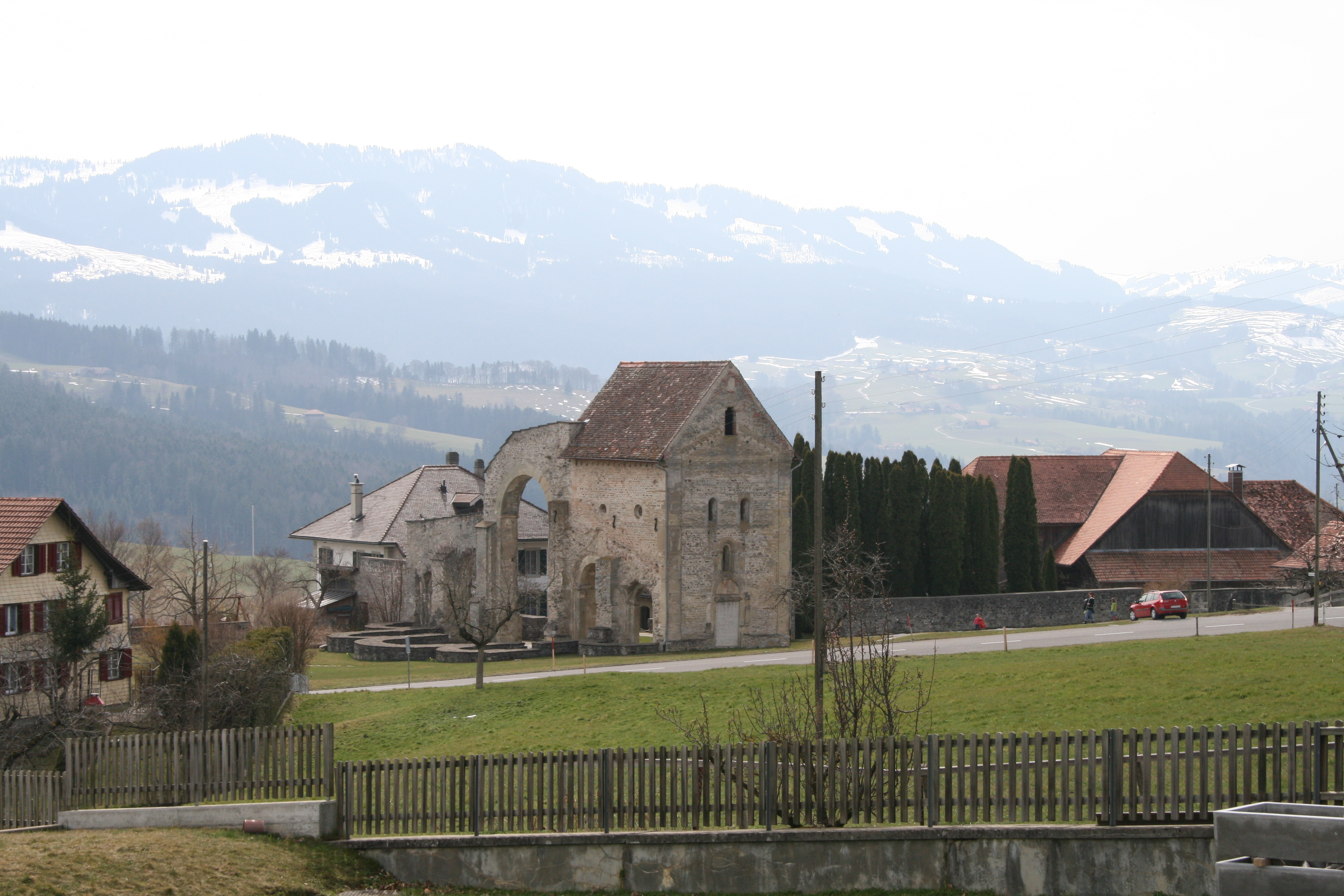
Le rovine del priorato di Rüeggisberg

- Chiesa riformata (già di San Martino), attestata dal 1075 e ricostruita nel XII secolo, dopo il 1532, nel XVII e nel XX secolo[1];
- Rovine del priorato di Rüeggisberg, cluniacense (chiesa dei Santi Pietro e Paolo), fondato nel 1075 da Lütold von Rümligen e soppresso nel 1541[1].

## Società

### Evoluzione demografica
L'evoluzione demografica è riportata nella seguente tabella:
Abitanti censiti

## Geografia antropica

### Frazioni e quartieri
- Bütschel
- Fultigen
- Graben
  - Rohrbach
  - Helgisried
  - Schwanden
- Hinterfultigen
- Niederbütschel
- Oberbütschel
- Vorderfultigen

## Amministrazione
Ogni famiglia originaria del luogo fa parte del cosiddetto comune patriziale e ha la responsabilità della manutenzione di ogni bene ricadente all'interno dei confini del comune.